# Гра (фільм, 1973)
«Гра» («Игра») — радянський телефільм 1973 року, знятий режисером Леонідом Макаричевим на кіностудії «Ленфільм».

## Сюжет
Телефільм про те, як загальна справа, мрія допомогли здобути дружбу однокласникам, які живуть на березі моря.

## У ролях
- Костянтин Гриньов — Алік Бєлкін
- Вітя Бєльшов — Вовка Грачов
- Лариса Баранова — Марійка, циркова гімнастка
- Саша Іванов — Вітіпаш
- Наталія Весєлова — Кіра Мухіна
- Андрій Галкін — Петро
- Олег Бєлов — лейтенант міліції Тьомушкін
- Сергій Бєляцький — Толя, батько Аліка Бєлкіна, будівельник
- Микола Боярський — режисер Пал Палич, недосвідчений водій «Жигулів»
- А. Васильєв
- Ніна Ільїна — Зоя Василівна, вчителька-практикантка
- Світлана Карпінська — мама Вови Грачова
- Олексій Кожевников — Олексій, лікар
- Світлана Мазовецька — вчителька
- Віктор Перевалов — кіножурналіст Пєтухов
- Н. Албасова — епізод
- Е. Воронцова — епізод
- В. Богданов — епізод
- Юрій Калінін — епізод
- Юрій Карашкевич — клоун
- Ліліан Малкіна — зубний лікар
- Павло Первушин — вчитель
- Г. Стукань — епізод
- В. Судоргін — епізод
- В'ячеслав Творужек — санітар
- Ольга Анікіна — епізод

## Знімальна група
- Режисер — Леонід Макаричев
- Сценаристи — Олександр Басаргін, Андрій Ладинін
- Оператор — Микола Покопцев
- Композитор — Владислав Кладницький
- Художник — Віктор Амельченков